# Collage (groupe musical)
Pour les articles homonymes, voir Collage.
Collage (également orthographié I Collage ) est un groupe de musique pop italien, principalement populaire dans les années 1970. 

## Carrière
Le groupe s'est formé en 1971 à Olbia, en Sardaigne, à la suite de la fusion de deux groupes précédents, MAL P2 et The Angels. En 1976, Collage remporte le festival de musique de Castrocaro avec la chanson Due ragazzi nel sole, qui se révèle un succès et a culminé à la troisième place du hit-parade italien,. 
L'année suivante, le groupe participe au  festival de musique de Sanremo se classant deuxième avec la chanson Tu mi rubi l'anima, qui se classe à la seconde place du hit-parade italien,,. Après une série de succès mineurs, à partir de la seconde moitié des années 1980, le groupe se consacre aux concerts et spectacles,.

## Composition du groupe
- Tore Fazzi - basse, chanteur principal (1971 - présent)
- Piero Fazzi - guitare, voix (1971 - présent)
- Masino Usai - batterie (1971 - 1990)
- Piero Pischedda - guitare ((1971 - 1990)
- Pino Ambrosio - claviers, voix (1971 - 1990)
- Luciano Degortes - voix (1971 - 1974)
- Mario Chessa - clavier, violon et voix (1992 - présent)
- Francesco Astara - batterie (1992 - présent)

## Discographie
Albums
- 1976 : Due ragazzi nel sole
- 1978 : Piano piano m'innamorai di te
- 1979 : Concerto d'amore
- 1980 : Donna musica
- 1982 : Stelle di carta
- 2000 : Settantaseiduemila
- 2003 : Abitudini e no
- 2010 : Non ti dimenticherò
- 2018 : Inconfondibile

Compilations
- 1980 : Raccolta di successi
- 1987 : Raccolta di successi Vol.2